# Техничка школа „Павле Савић” Нови Сад
Техничка школа „Павле Савић” је државна средња школа у Новом Саду. Основана је 25. јула 1961. године под називом Хемијско-технолошка школа. Тренутна директорка је Мила Костић.

## Историја
Техничка школа „Павле Савић“ Нови Сад је основана 25. јула 1961. године под називом Хемијско-технолошка школа. Новооснована школа је на самом почетку изводила наставу са два одељења подељена на два одсека — аналитички и погонски — са само 60 ученика. У тренутку оснивања школа није имала своју зграду те се настава одвијала у згради Здружене млинске индустрије.
Тек 1977. године, шеснаест година од оснивања, школа је добила своју зграду — школски центар „Млинпек“ јој је уступио своју зграду на коришћење. Међутим, већ следеће године, због реформе образовања и увођења позивно усмереног образовања и васпитања средњег степена, стечени школски објекат се показао као просторно незадовољавајући. Због тога су у лето 1979. године започети радови на доградњи другог спрата, који је завршен 1981. године, чиме се школски простор повећао за 30%.
Почев од школске 1997/98. године структура школе је почела да се мења, те је поред постојећих области рада — хемије, неметала и графичарства — школа добила одобрење за школовање ученика у области личне услуге за образовне профиле женског и мушког фризера. Школске 2000/2001. из Пољопривредне школе у Футогу су дошла 22 одељења из области пољопривреде, производње и прераде хране, са целокупним наставним кадром, те је школа поново почела да има проблема са простором. Из ових разлога настава се, све до септембра 2006, одвијала у два одвојена објекта (у матичној згради и у згради Машинске школе). 
Недостатак простора је представљао велики проблем, како ученицима и наставницима, тако и у организацији наставног процеса. Од школске 2002/2003. уведена су четири нова образовна профила: образовни профил маникира и педикира из области личне услуге, образовни профили техничара за козметичку технологију, техничара за заштиту животне средине и техничара за индустријску фармацеутску технологију из области хемије, неметала и графичарства. Школа је 2006. године покренула иницијативу за увођење новог образовног профила: техничар за контролу квалитета из области пољопривреде, производње и прераде хране.

## Смерови
Техничка школа „Павле Савић“ образује ученике у три области:
Пољопривреда, производња и прерада хране
- Прехрамбенo-биотехнолошки техничар — 4 год.
- Пекар — 3 год.
- Месар — 3 год.
- Оператер у прехрамбеној индустрији — 3 год.

Хемија, неметали и графичарство
- Техничар за оперативну форензику — 4 год.
- Техничар за прераду нафте и гаса — 4 год.
- Техничар за заштиту животне средине — 4 год.
- Техничар за хемијску и фармацеутску индустрију — 4 год

Делатност личних услуга
- Фризер — 3 год.
- Педикир-маникир — 3 год.

## О школи
Школа је, од самог почетка, укључена у реформу образовног система којом је школске 2007/2008 обухваћено 13 огледних одељења. Школа је једна је од педесет средњих стручних школа са територије Републике Србије која је била укључена у пројекат „CARDS“ (овај пројекат финансира Европска унија преко Европске агенције за реконструкцију).
Због недостатка школског простора, неопходног за нормално и несметано одвијање наставе, у лето 2004. је започета доградња зграде која је, осим сале за физичко васпитање, завршена у августу 2006. године. Настава се сада одвија у матичној згради Техничке школе „Павле Савић“. Настава физичког васпитања одвија се у просторима ДФВСР „Партизан 2“. 
Школа се налази на школском плацу чија површина износи 5.000 m² а завршеном доградњом школске зграде добијена је укупна корисна површина од 4.250 m². Школска зграда је проширена за шест нових учионица, три припремне просторије за професоре, две савремено опремљене лабораторије, свечану салу, библиотеку, нову зборницу и нови административни блок. У току је адаптација простора старе зборнице у две нове лабораторије као и пуштање мини-пекаре у рад.
Због радова на доградњи школског објекта, стара фискултурна сала је срушена, тако да тренутно не постоји ни фискултурна сала ни адекватни терени за извођење наставе физичког васпитања. Међутим, у плану је изградња нове сале за физичко васпитање, чиме ће школа остварити неопходне услове за даље развијање и напредовање.

## Секције
- Новинарска секција
- Драмска секција
- Основна организација Црвеног крста
- Радионица Е3

## Директори
- Боривоје Гагић (1961-1966)
- Драгомир Протић (1966-1973)
- Јован Пајин (в. д.) (1968-1979)
- Александар Бојић (1973-1977)
- Јосип Хорватић (в. д.) (1974-1976)
- Анђелка Вукајловић (1977-1985)
- Вера Бањац (1985-2001)
- Мирјана Михајлов (2001-2005)
- Светлана Фодор-Грујић (в. д.) (2005–2006)
- Јасна Чордаш (в. д.) (2006)
- Мара Игњатов (в. д.) (2006)
- Весна Бурсаћ (тренутно)

## Семинари
У овој школи одржавају се различити семинари. Семинар под називом „Занимљива хемија кроз мултимедију“ који је верификован од стране Министарства просвете републике Србије (и налази се у каталогу за шк. 2008/09 год. под редним бројем 197) је одржан од 5. до 7. децембра 2008. године. Реализатори семинара су Данијела Бјелица, Сања Голић и Весна Гранула. Учесници семинара су :
- Зоран Брујић
- Јасмина Јаконић-Јањић
- Ружа Окљеша
- Мирјана Михајлов
- Данијела Салатић
- Душица Савић
- Душанка Видовић
- Љиљана Пушкаш
- Невенка Мрђеновић

Семинар под називом „Занимљива хемија кроз мултимедију“ који је верификован од стране Министарства просвете републике Србије (и налази се у каталогу за шк. 2010/11 год. под редним бројем 190) је одржан од 21. до 23. јануара 2011. године., у организацији Регионалног центра Ужице.,. Реализатори семинара су Данијела Бјелица, Сања Голић и Весна Гранула. Учесници семинара су :
- Марија Стешевић, ОШ „Миодраг Миловановић Луне” Каран
- Јелена Пресовић, ОШ „Ратко Јовановић” Крушчица
- Светлана Милошевић, ОШ „Богосав Јанковић” Кремна
- Славица Матовић, ОШ „Петар Лековић“, Пожега
- Данка Милићевић Тасић, ОШ „Нада Матић” Ужице
- Оливера Куљанин, ОШ „Стари град” Ужице
- Душица Лучић-Димитријевић, ОШ „Петар Лековић“, Пожега
- Миланка Демировић, Пољопривредна школа „Љ. Мићић“, Пожега
- Ђоковић Милијан, Пољопривредна школа „Љ. Мићић“, Пожега
- Боловић Зорица, ОШ „Емилија Остојић“, Пожега
- Светлана Бошковић, Пољопривредна школа „Љ. Мићић“, Пожега
- Александар Вучићевић, ОШ „Вук Стефановић Караџић“, Јасеново